# لوئیزا ماریا ترزا
لوئیزا ماریا ترزا استوارت (به انگلیسی: Louisa Maria Teresa Stuart) (زاده ۲۸ ژوئن ۱۶۹۲ - درگذشته ۱۸ آوریل ۱۷۱۲)، که نزد یعقوبی‌گرایان به عنوان «شاهدخت سلطنتی» شناخته شده، آخرین فرزند جیمز دوم و هفتم (۱۶۳۳ تا ۱۷۰۱)، پادشاه مخلوع انگلستان، اسکاتلند و ایرلند، و ملکه‌اش، ماری مدنا بود. او در انگلیسی لوئیزا ماریا و در فرانسه لوئیس ماری نامیده‌می‌شد.
در نوشته‌ای از جامعهٔ سلطنتی استوارت لوئیزا ماریا شاهدخت «بیش‌ازآب»، خوانده‌شده که اشاره به عنوان رسمی پادشاهِ بیش‌ازآب برای مدعیان یعقوبی است، که هیچ‌کدام از آنها دختر واجد شرایطی نداشت.